# Lokalisten
Lokalisten ou Lokalisten.de é uma rede social fundada em maio de 2005. Em outubro de 2006, ela já havia atingido uma adesão de 325 mil usuários, e em julho de 2010, cerca de 3,6 milhões. A maior utilização foi alcançado em outubro de 2009 com 43,2 milhões de visitas. Desde então, o site está em declínio, já que o número de visitas mensais em janeiro de 2012 foi de 5,8 milhões.
Em setembro de 2016, o Lokalisten encerrou oficialmente suas atividades. O fechamento foi anunciado devido à queda contínua no número de usuários e à forte concorrência de outras redes sociais internacionais, como o Facebook.